# Taksim (politique)
Pour les articles homonymes, voir Taksim.

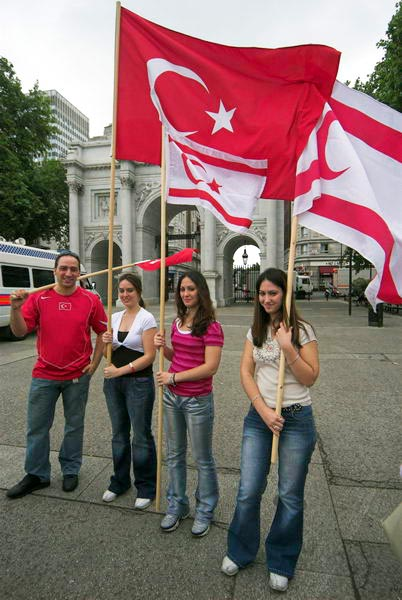
Manifestation chypriote turque, à Londres.

Le Taksim (en turc : « division ») est un mouvement nationaliste et sécessionniste turc prônant l'indépendance et la reconnaissance de la république turque de Chypre du Nord dans le cadre d'une solution à deux États. C'est l'idéologie principale des partisans de l'invasion de 1974, et le concept a été attribué en 1957 par le vice-président Fazıl Küçük.

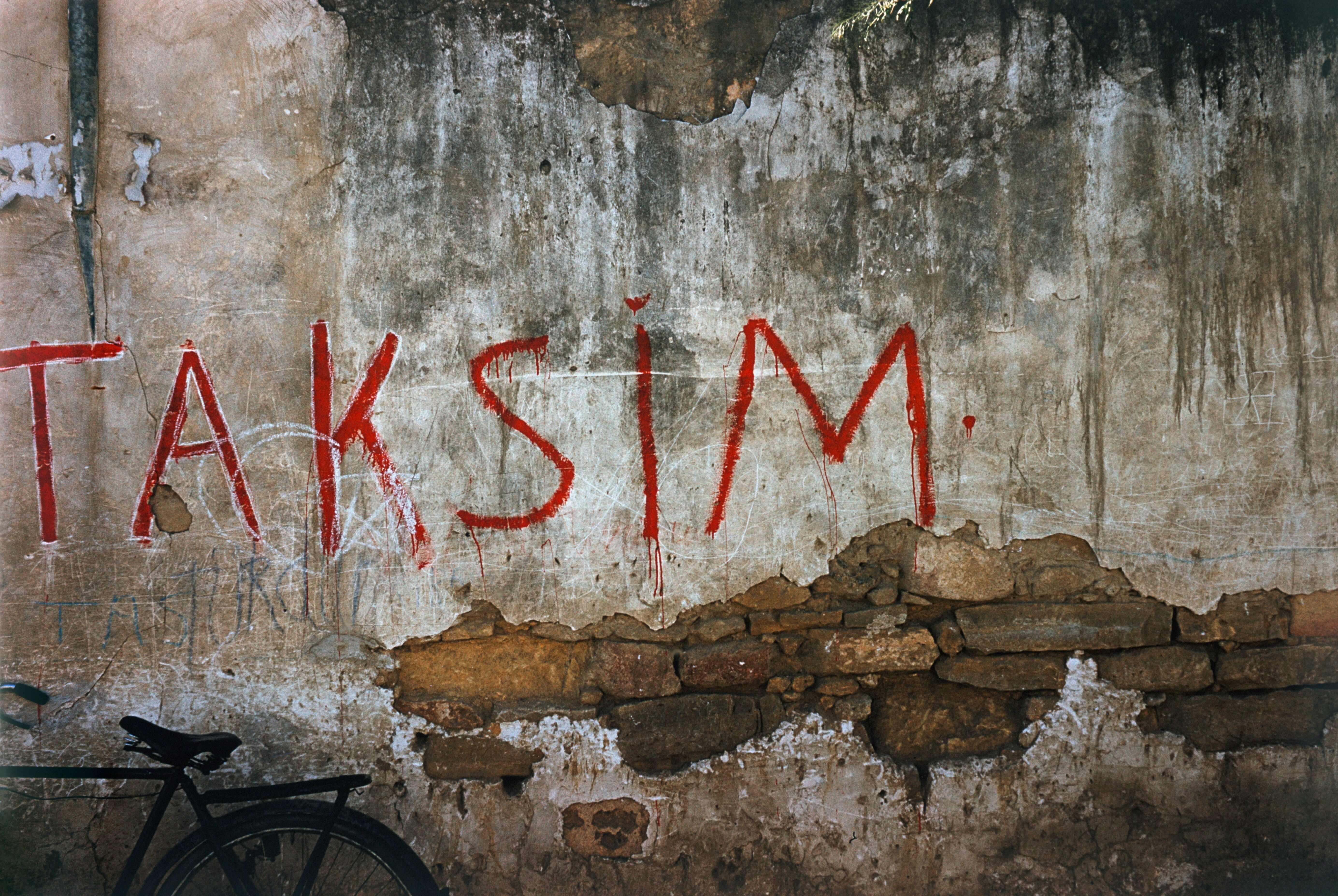
Graffiti « TAKSIM » sur un mur de Nicosie, dans les années 1950.

Le nationalisme chypriote turc s'est principalement développé en réponse au nationalisme grec et au désir d'une union de toute l'île avec la Grèce,,. Dans un premier temps, les Chypriotes turcs étaient favorables au maintien de la domination britannique. Cependant, alarmés par les appels des Chypriotes grecs à l'Énosis et constatant que l'union de la Crète à la Grèce avait entraîné l'exode des Turcs crétois, ils adoptent une position partisane face à l'activité militante de l'organisation paramilitaire de l'EOKA. Les Chypriotes turcs se considèrent comme un groupe ethnique distinct de l'île et estiment avoir un droit indépendant de celui des Chypriotes grecs à l'autodétermination. Pendant ce temps, dans les années 1950, le dirigeant turc Adnan Menderes considérait Chypre comme une « extension de l'Anatolie », rejetait la partition ethnique de Chypre et soutenait l'annexion de toute l'île à la Turquie. Les slogans nationalistes étaient centrés sur l'idée que « Chypre est turque », et le parti au pouvoir a déclaré que Chypre faisait partie de la patrie turque et était « vitale » pour sa sécurité. Après s'être rendu compte que les Chypriotes turcs ne représentaient que 20 % des habitants de l'île et que l'annexion était donc impossible, la politique nationale a été modifiée en faveur de la partition. Le slogan « Partition ou mort » a été fréquemment utilisé lors des manifestations chypriotes turques et turques à la fin des années 1950 et tout au long des années 1960. Bien qu'après les Conférences de Zurich et de Londres, la Turquie semble à la fois accepter l'existence de l'Etat chypriote et se distancier de sa politique de partage de l'île, l'objectif des dirigeants turcs et chypriotes turcs est resté la création d'un Etat turc indépendant dans la partie nord de l'île,.

## Sources

## Compléments